# Коктерекский район
Коктерекский район (каз. Көктерек ауданы) — единица административного деления Джамбулской области Казахской ССР, существовавшая в 1939—1963 годах. Центр — село Бирлик.

## История
Коктерекский район был образован 14 октября 1939.
По данным 1951 года район включал 9 сельсоветов: Джамбулский, Кара-Узекский, Кзыл-Талский, Кокийский, Кокрекский, Коминтерновский, Куйбышевский, Саркраминский и Фурмановский.
2 января 1963 года Коктерекский район был упразднён.

## Население
По данным переписи 1959 года в районе проживало 22 247 человек..